# Mortierella macrocystopsis
Mortierella macrocystopsis är en svampart som beskrevs av W. Gams & Carreiro 1989. Mortierella macrocystopsis ingår i släktet Mortierella och familjen Mortierellaceae.   Inga underarter finns listade i Catalogue of Life.